# San Fabian
San Fabian là một đô thị hạng 3 ở tỉnh Pangasinan, Philippines. Theo điều tra dân số năm 2007, đô thị này có dân số 74.005 người trong 12.690 hộ.

## Barangay
San Fabian được chia thành 34 barangay.
| - Alacan - Ambalangan-Dalin - Angio - Anonang - Aramal - Bigbiga - Binday - Bolaoen - Bolasi - Cabaruan - Cayanga - Colisao - Gomot - Inmalog Norte - Inmalog Sur - Lekep-Butao - Lipid-Tomeeng | - Longos Central - Longos-Amangonan-Parac-Parac - Longos Proper - Mabilao - Nibaliw Central - Nibaliw East - Nibaliw Magliba - Nibaliw Narvarte (Sabangan) - Nibaliw Vidal (Nibaliw West) - Palapad - Poblacion - Rabon - Sagud-Bahley - Sobol - Tempra-Guilig - Tiblong - Tocok |